# Phrynopus daemon
Phrynopus daemon es una especie de anfibio anuro de la familia Craugastoridae.

## Distribución geográfica
Esta especie es endémica de la provincia de Huánuco en la región de Huánuco del Perú. Se encuentra entre Chinchao y Churubamba entre los 3138 y 3341 m sobre el nivel del mar en la Cordillera de Carpish.

## Descripción
El holotipo macho mide 21 mm y las hembras miden de 21 a 24 mm.

## Publicación original
- Chávez, Santa Cruz, Rodríguez & Lehr, 2015: Two new species of frogs of the genus Phrynopus (Anura: Terrarana: Craugastoridae) from the Peruvian Andes. Amphibian & Reptile Conservation, vol. 9, n.º 1, e105, p. 15–25[3]